# Wydział Ekonomiczno-Socjologiczny Uniwersytetu Łódzkiego
Wydział Ekonomiczno-Socjologiczny Uniwersytetu Łódzkiego – jeden z 12 wydziałów Uniwersytetu Łódzkiego.
Jego siedziba znajduje się w przedwojennym budynku Wolnej Wszechnicy Polskiej, przy ul. POW 3/5 w Łodzi.

## Historia
Tradycje łódzkiego środowiska ekonomicznego i socjologicznego sięgają lat dwudziestych XX wieku – wówczas w Łodzi działała Wyższa Szkoła Nauk Społecznych i Ekonomicznych. W 1937 r. funkcjonowanie w Łodzi rozpoczął Oddział Wolnej Wszechnicy Polskiej, w którym zajęcia dydaktyczne prowadzili także późniejsi profesorowie Uniwersytetu Łódzkiego: Edward Rosset i Józef Chałasiński. Łódzki Oddział Wolnej Wszechnicy Polskiej rozpoczął budowę gmachu przy ul. POW 3/5, zasadniczej części dzisiejszego budynku Wydziału Ekonomiczno-Socjologicznego, która została zakończona w 1948 roku. W 1945 r. wydano dekret powołujący Uniwersytet Łódzki, który pierwotnie składał się z trzech wydziałów: Humanistycznego, Matematyczno-Przyrodniczego oraz Prawno-Ekonomicznego. Na bazie filii Szkoły Głównej Handlowej, która działała w Łodzi od 1945 r. utworzono Wyższą Szkołę Ekonomiczną. W ramach WSE istniały takie kierunki studiów jak: Ekonomika Przemysłu, Finanse, Towaroznawstwo, a następnie kierunek Handlowo-Towaroznawczy. W 1961 r. powołano w Uniwersytecie Łódzkim Wydział Ekonomiczny. Powstał on w oparciu o kadrę naukową Wyższej Szkoły Ekonomicznej, a także kadrę katedr ekonomicznych Wydziału Prawno-Ekonomicznego UŁ oraz katedr socjologicznych Wydziału Filozoficzno-Historycznego UŁ. W wyniku włączenia do struktury Uniwersyteckiej Wyższej Szkoły Ekonomicznej w Łodzi i przyłączenia katedr socjologicznych UŁ w 1965 r. powołano Wydział Ekonomiczno-Socjologiczny.

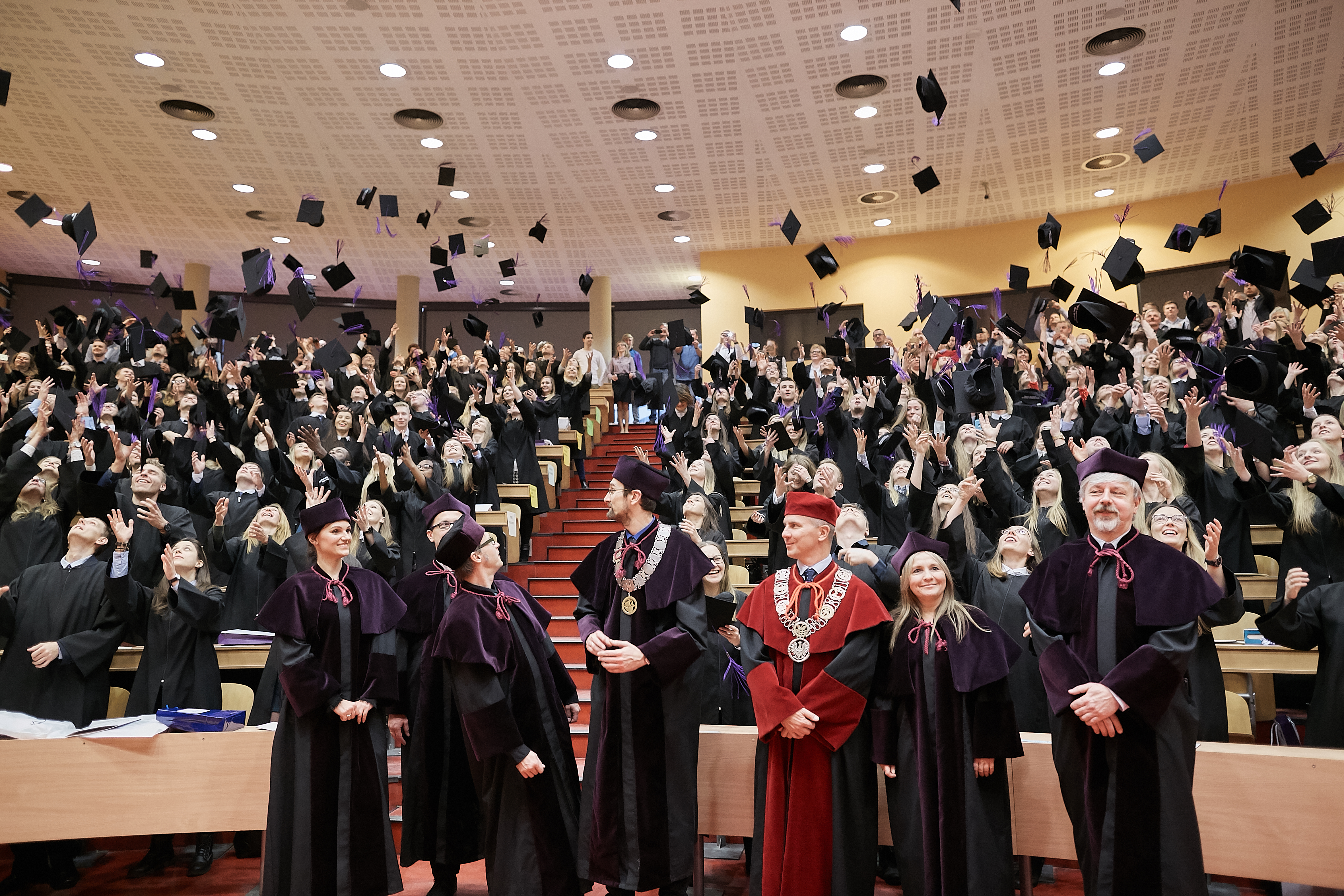
Gala Absolwentów 2017

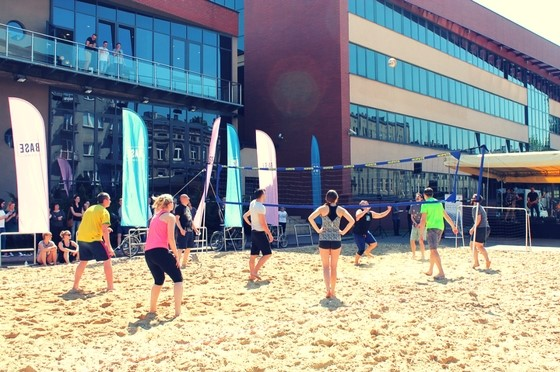
Dzień EkSocu 2017

W styczniu 1981 r. w reakcji na niezarejestrowanie Niezależnego Zrzeszenia Studentów studenci Wydziału Ekonomiczno-Socjologicznego przyłączyli się do studentów Wydziału Prawa i Administracji i rozpoczęli strajk okupacyjny pod hasłem „Solidarne czekanie”.
Na początku lat dziewięćdziesiątych XX wieku część katedr podjęła inicjatywę wydzielenia się z Wydziału Ekonomiczno-Socjologicznego i utworzeniu Wydziału Zarządzania. Starania te uzyskały akceptację Senatu UŁ.
W 2005 r. na Wydziale Ekonomiczno-Socjologicznym odbyło się pierwsze interdyscyplinarne seminarium Summer School. Obecnie każdego roku na przełomie czerwca i lipca Wydział gości profesorów oraz studentów z czterech kontynentów.
Od roku 2010 przy Wydziale działa nowoczesne Centrum Informatyczno-Ekonometryczne wybudowane w ramach Programu Infrastruktura i Środowisko.
W 2015 r. Wydział Ekonomiczno-Socjologiczny obchodził jubileusz 50-lecia istnienia.
Znani absolwenci Wydziału Ekonomiczno-Socjologicznego
Wśród znanych absolwentów Wydziału znajdują się między innymi Marek Belka, Andrzej Sapkowski, Jacek Saryusz-Wolski, Krzysztof Candrowicz, Jolanta Chełmińska, Aleksander Gudzowaty, Witold Orłowski, Jarosław Neneman, Andrzej Koźmiński, Jerzy Kropiwnicki.
Kalendarium
- 1937: założenie Łódzkiego Oddziału Wolnej Wszechnicy Polskiej
- 1945: wydanie dekretu powołującego Uniwersytet Łódzki
- 1961: powołanie w Uniwersytecie Łódzkim Wydziału Ekonomicznego
- 1965: powołanie Wydziału Ekonomiczno-Socjologicznego
- 2005: pierwsze interdyscyplinarne seminarium Summer School na Wydziale Ekonomiczno-Socjologicznym

Wybitnymi pracownikami Wydziału byli m.in. profesorowie: Antonina Kłoskowska, Jan Szczepański, Edward Rosset, Jan Lutyński, Jolanta Kulpińska, Jerzy Dietl, Alicja Jaruga.
Wydział Ekonomiczno-Socjologiczny jest największym wydziałem Uniwersytetu Łódzkiego. Liczba studentów wynosi blisko 5000, natomiast pracowników naukowo-dydaktycznych około 400. Na Wydziale Ekonomiczno-Socjologicznym prowadzone są wielokierunkowe prace naukowo-badawcze o zasięgu krajowym i międzynarodowym. Dzięki współpracy z uczelniami z Europy, Ameryki Północnej, Ameryki Południowej oraz Azji realizowane są międzynarodowe granty naukowe i projekty badawcze. Odbywają się również wykłady dziekańskie, na które zapraszani są najwybitniejsi przedstawiciele nauk ekonomicznych i humanistycznych znanych w Polsce i za granicą.

## Oferta kształcenia
W roku akademickim 2024/25 studenci mają możliwość kształcenia się na 17 kierunkach w systemie stacjonarnym i niestacjonarnym w języku polskim i angielskim, na wszystkich poziomach kształcenia: studiach I stopnia (licencjackich), II stopnia (magisterskich) oraz studiach III stopnia (doktoranckich). Wydział posiada również ofertę studiów podyplomowych (15 kierunków).
Jakość badań i kształcenia jest potwierdzona kategorią „A” w klasyfikacji Ministerstwa Nauki i Szkolnictwa Wyższego przyznaną Wydziałowi Ekonomiczno-Socjologicznemu w 2017 r.
Oferowane kierunki studiów:
- Bankowość i finanse cyfrowe – studia I i II stopnia, stacjonarne,
- EkoMiasto – studia I stopnia, stacjonarne,
- Ekonometria i analityka danych – studia I stopnia, stacjonarne,
- Ekonomia – studia I i II stopnia, stacjonarne i niestacjonarne,
- Ekonomia w języku angielskim – studia I i II stopnia, stacjonarne,
- Finanse i biznes międzynarodowy – studia I i II stopnia, stacjonarne,
- Finanse i rachunkowość – studia I i II stopnia, stacjonarne i niestacjonarne,
- Gospodarka przestrzenna – studia I i II stopnia stacjonarne,
- Informatyka ekonomiczna – studia I stopnia, stacjonarne,
- Inwestycje i nieruchomości – studia I i II stopnia, stacjonarne,
- Logistyka – studia I stopnia, stacjonarne i niestacjonarne,
- Logistyka w gospodarce – studia II stopnia, stacjonarne i niestacjonarne,
- Praca socjalna – studia I i II stopnia, stacjonarne i niestacjonarne,
- Rynek finansowy – doradztwo inwestycyjne – studia II stopnia, stacjonarne,
- Socjologia – studia I i II stopnia, stacjonarne i niestacjonarne.

## Baza dydaktyczna

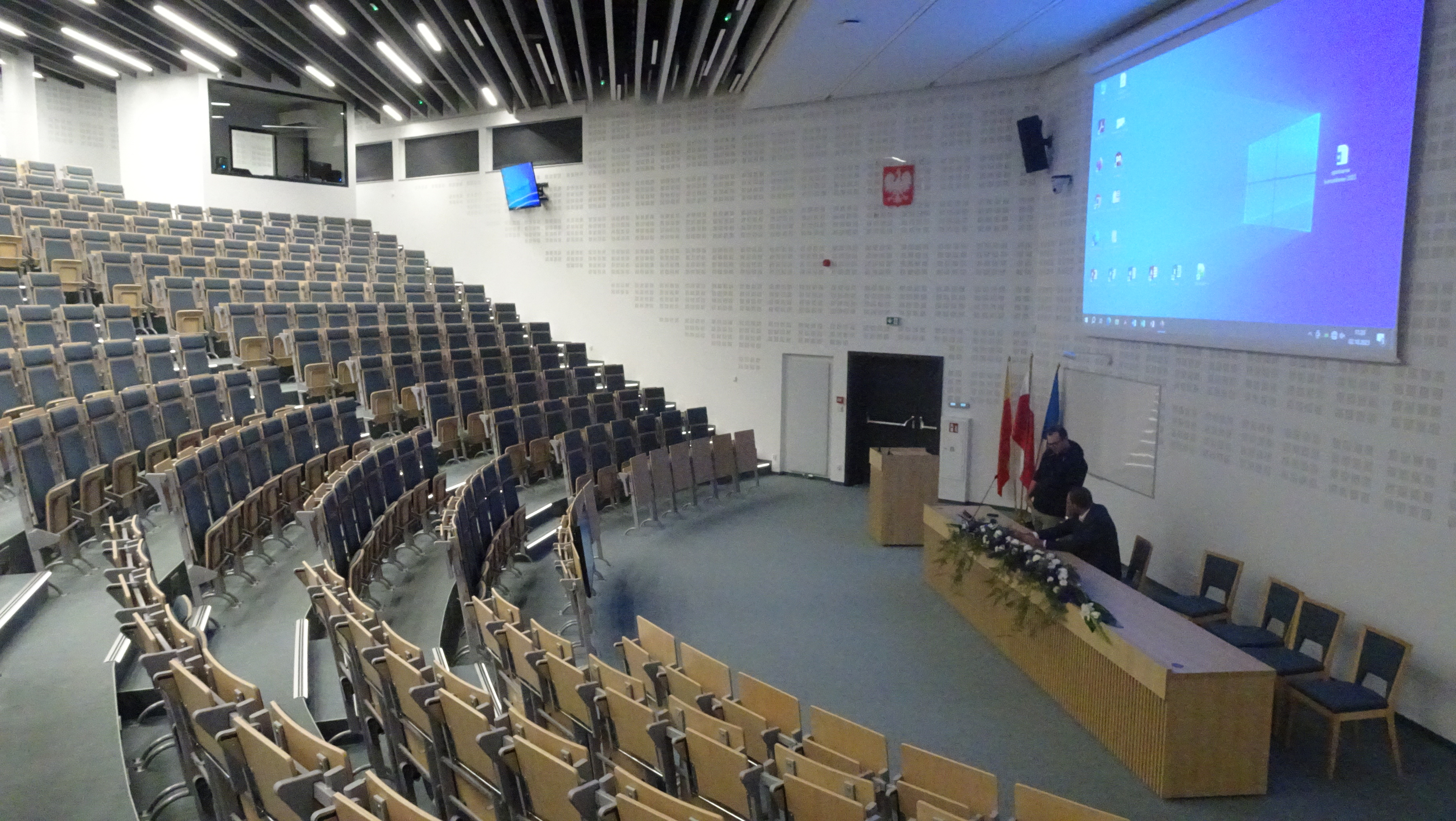
Aula wykładowa na Wydziale Ekonomiczno-Socjologicznym, 2023

Bazę dydaktyczną wydziału stanowią sale wykładowe o powierzchni od 32 m² do 443 m² mogące pomieścić od 16 do 402 osób. Wydział dysponuje także najnowszym sprzętem komputerowym rozmieszczonym w 20 pracowniach komputerowych, sprzętem multimedialnym, nagłośnieniem, profesjonalną obsługą techniczną, powierzchniami pod stoiska reklamowe i systemy wystawiennicze. Na terenie wydziału dostępne jest wi-fi oraz biblioteka wydziałowa. Dodatkowo istnieje część gastronomiczna.

## Współpraca z otoczeniem
Wydział posiada bogate tradycje w budowaniu relacji z otoczeniem. Regularnie podejmowanych jest wiele działań, mających na celu upraktycznienie przekazywanej wiedzy, inicjowanych przede wszystkim przez Radę Biznesu oraz Centrum Szkoleń i Praktyk Zawodowych.
Program współpracy z otoczeniem Wydziału Ekonomiczno-Socjologicznego UŁ na lata 2017–2022
Program jest rozwinięciem Strategii Rozwoju Wydziału Ekonomiczno-Socjologicznego Uniwersytetu Łódzkiego w zakresie współpracy z otoczeniem. Otoczenie to rozumiane jest jako system podmiotów – przedsiębiorstw, organizacji pozarządowych, sektora publicznego i innych instytucji, które są zainteresowane wymianą wiedzy i doświadczeń ze studentami i pracownikami uczelni – z którymi ze względu na rzeczywistą i potencjalną częstotliwość kontaktów oraz relatywną bliskość, możliwe jest budowanie trwałych i wzajemnie korzystnych relacji.
Cele strategiczne skupiają się na praktycznym modelu kształcenia kreatywności, kultury i przedsiębiorczości oraz funkcjonowaniu wydziału jako miejsce wymiany myśli, debaty i współpracy.
Rada Biznesu Wydziału Ekonomiczno-Socjologicznego
Rada Biznesu na Wydziale Ekonomiczno-Socjologicznym została powołana w 2009 r. W jej skład wchodzą przedstawiciele sektora przedsiębiorstw oraz instytucji publicznych. Poprzez członkostwo w Radzie Biznesu stają się oni oficjalnymi Partnerami Wydziału. Przedstawiciele wchodzący w skład Rady Biznesu związani są z Wydziałem Ekonomiczno-Socjologicznym na wielu płaszczyznach poprzez:
- wymianę doświadczeń pomiędzy teoretykami i praktykami,
- pozyskiwanie miejsc do odbywania praktyk studenckich,
- promowanie najzdolniejszych studentów poprzez fundowanie stypendiów i nagród,
- promowanie najzdolniejszych absolwentów (pomoc w uzyskaniu przez nich pierwszej pracy),
- organizowanie wspólnych konferencji, seminariów, warsztatów, wykładów,
- pozyskanie partnerów do finansowania badań, dydaktyki oraz rozbudowy infrastruktury organizacyjnej i technicznej uczelni,
- prowadzenie wspólnej edukacji i współtworzenie programów dydaktycznych.

## Centrum Szkoleń i Praktyk Zawodowych[7]
Centrum Szkoleń i Praktyk Zawodowych Wydziału Ekonomiczno-Socjologicznego jest wyodrębnioną wewnętrzną jednostką organizacyjną. Jego misją jest koordynacja i profesjonalizacja współpracy Wydziału z instytucjami otoczenia biznesowego na rzecz wsparcia kształcenia praktycznego i rozwoju karier zawodowych studentów.
Do podstawowych celów szczegółowych Centrum zalicza się m.in.:
- wsparcie merytoryczne i obsługę studentów w zakresie realizacji praktyk zawodowych;

- nawiązywanie i koordynację współpracy z instytucjami otoczenia zewnętrznego na rzecz profesjonalizacji studenckich praktyk zawodowych;
- współpracę z pracodawcami w zakresie promocji talentów studentów Wydziału;
- wsparcie efektywności realizacji praktyk, staży zawodowych i zatrudnienia studentów na regionalnym rynku pracy zgodnie z profilem wykształcenia;
- angażowanie praktyków z instytucji otoczenia biznesowego Wydziału do realizacji zajęć praktycznych dla studentów;
- organizację szkoleń, kursów, warsztatów i innych form promocji, upowszechnianie i integracja wiedzy praktycznej z teoretyczną.

## Działalność studencka
Obecnie na Wydziale Ekonomiczno-Socjologicznym działa 14 studenckich kół naukowych:
- SKN 4 FUTURE przy Instytucie Ekonometrii
- SKN HUMAN RESOURCES MANAGEMENT (SKN „HRM”) przy Katedrze Pracy i Polityki Społecznej
- SKN INWESTOR przy Katedrze Rynku i Inwestycji Kapitałowych
- SKN LOGIN przy Katedrze Logistyki
- SKN PROGRESS przy Instytucie Finansów
- SKN REAL ESTATE przy Katedrze Inwestycji i Nieruchomości
- SKN SOCIAL FORCE przy Katedrze Socjologii Stosowanej i Pracy Socjalnej
- SKN SPATIUM przy Katedrze Gospodarki Regionalnej i Środowiska
- SKN FORECAST przy Instytucie Gospodarki Międzynarodowej
- SKN PARADYGMAT przy Instytucie Ekonomii
- SKN DECYZJE FINANSOWE przy Instytucie Finansów
- SKN METODA przy Katedrze Metod i Technik Badań Społecznych[9]

## Szkoła patronacka
Wydział Ekonomiczno-Socjologiczny działa na rzecz upowszechniania nauki i edukacji w regionie. W działanie to wpisuje się projekt Wydziału „Szkoła patronacka”, obejmujący współpracę z wybranymi szkołami ponadpodstawowymi w Łodzi i w regionie. Od stycznia 2013 patronatem Wydziału Ekonomiczno-Socjologicznego UŁ objętych zostało 25 szkół ponadgimnazjalnych.

## Współpraca międzynarodowa
Na wydziale realizowanych jest wiele programów umożliwiających studentom i pracownikom udział w programach takich jak Erasmus +, Mobility Direct czy Summer School.
Program Erasmus polega na realizowaniu wyjazdów stypendialnych do uczelni w 28 krajach Unii Europejskiej, a także krajów EFTA/EOG (tj. Islandii, Liechtensteinu, Norwegii) i państw kandydujących do UE (Turcji i Byłej Jugosłowiańskiej Republiki Macedonii). Wyjazdy są możliwe do zrealizowania dzięki podpisywanym od lat umowom o współpracy z uczelniami z całej Europy.
Program Mobility Direct to program Uniwersytetu Łódzkiego umożliwiający jednosemestralną wymianę studentów pomiędzy uczelniami partnerskimi z krajów spoza Unii Europejskiej. Program cieszy się zainteresowaniem wśród wschodnich partnerów, m.in. Rosji, Ukrainy, Białorusi i Kazachstanu. Każdego roku Wydział Ekonomiczno-Socjologiczny UŁ przyjmuje ponad 100 studentów zza wschodniej granicy na jeden semestr nauki.
Summer School to cykl seminariów naukowych organizowanych przez Wydział Ekonomiczno-Socjologiczny oraz przez partnerów wydziału: Uniwersytet w Iwanowie (Rosja), Uniwersytet UISEK w Quito (Ekwador), Uniwersytet FMU w São Paulo (Brazylia), La Universidad Autonoma del Estado de Mexico w Toluce (Meksyk). Inicjatywa podjęta została przez Wydział Ekonomiczno-Socjologiczny UŁ i Facultades Metropolitanas Unidas w São Paulo w 2004 r. na podstawie porozumienia dotyczącego utworzenia Polsko-Brazylijskiej Szkoły Letniej. Dwa lata później Szkoła została rozszerzona o Universidad SEK z Quito. W następnych latach włączały się do współpracy kolejne uczelnie. W wykładach i debatach prowadzonych w języku angielskim biorą udział studenci i wykładowcy z Europy, Ameryki Południowej i Azji. Częścią programu jest również Łódzka Szkoła Letnia (Łódź Summer School), organizowana corocznie na przełomie czerwca i lipca. Celem seminarium jest umożliwienie młodym ludziom z różnych krajów nawiązanie kontaktów i współpracy oraz dyskusji na temat kulturowych, społecznych oraz ekonomicznych aspektów związanych z procesami globalizacji i integracji europejskiej. W 2019 r. odbyła się XV edycja łódzkiej Szkoły Letniej.
Współpraca międzynarodowa w dziedzinie kształcenia akademickiego oraz badań naukowych jest możliwa dzięki 52 umowom bilateralnym podpisanym przez władze wydziału z władzami uczelni partnerskich.
EkSoc Visiting Fellowship - Wydział Ekonomiczno-Socjologiczny każdego roku wyłania kilku wybitnych pracowników naukowych z całego świata, którzy spędzają u nas minimum 3 miesiące i w tym czasie prowadzą badania naukowe (we współpracy z naukowcami i doktorantami Wydziału) oraz zajęcia ze studentami (w wymiarze 60 godzin).
Program na celu wspieranie międzynarodowej współpracy naukowo-dydaktycznej, podniesienie rangi naukowej Wydziału Ekonomiczno-Socjologicznego, poszerzenie oferty edukacyjnej oraz podniesienie jakości badań. Więcej informacji znajduje się na stronie Wydziału.

## Władze wydziału
W kadencji 2024–2028:
| Stanowisko                         | Imię i nazwisko                        |
| ---------------------------------- | -------------------------------------- |
| Dziekan                            | dr hab. Mariusz Sokołowicz, prof. UŁ   |
| Prodziekan ds. kształcenia         | dr hab. Aneta Kuna-Marszałek, prof. UŁ |
| Prodziekan ds. rozwoju badań       | dr hab. Wojciech Woźniak, prof. UŁ     |
| Prodziekan ds. studenckich         | dr hab. Tomasz Uryszek, prof. UŁ       |
| Prodziekan ds. ewaluacji nauki     | dr hab. Ewa Kusideł, prof. UŁ          |
| Prodziekan ds. umiędzynarodowienia | dr Piotr Gabrielczak                   |